# Scherma alla XVIII Universiade
Il torneo di scherma della XVIII Universiade si è svolto a Fukuoka in Giappone nel 1995.

## Podi

### Uomini
| Evento                          | Oro                  | Argento            | Bronzo            |
| Fioretto individuale (dettagli) | Elvis Gregory        | Dmitriy Shevchenko | Ryszard Sobczak   |
| Sciabola individuale (dettagli) | Stanislav Pozdnyakov | Vadim Gutzeit      | Steffen Wiesinger |
| Spada individuale (dettagli)    | Pavel Kolobkov       | Paolo Milanoli     | Iván Kovács       |
| Fioretto a squadre (dettagli)   | Russia               | Cina               | Germania          |
| Sciabola a squadre (dettagli)   | Russia               | Francia            | Ungheria          |
| Spada a squadre (dettagli)      | Ungheria             | Ucraina            | Germania          |

### Donne
| Evento                          | Oro               | Argento                  | Bronzo            |
| Fioretto individuale (dettagli) | Valentina Vezzali | Ildikó Mincza            | Reka Szabo        |
| Spada individuale (dettagli)    | Tímea Nagy        | Katja Nass               | Isabelle Pentucci |
| Fioretto a squadre (dettagli)   | Germania          | Italia Valentina Vezzali | Cina              |
| Spada a squadre (dettagli)      | Ungheria          | Cina                     | Italia            |